# Katja Petrowskaja

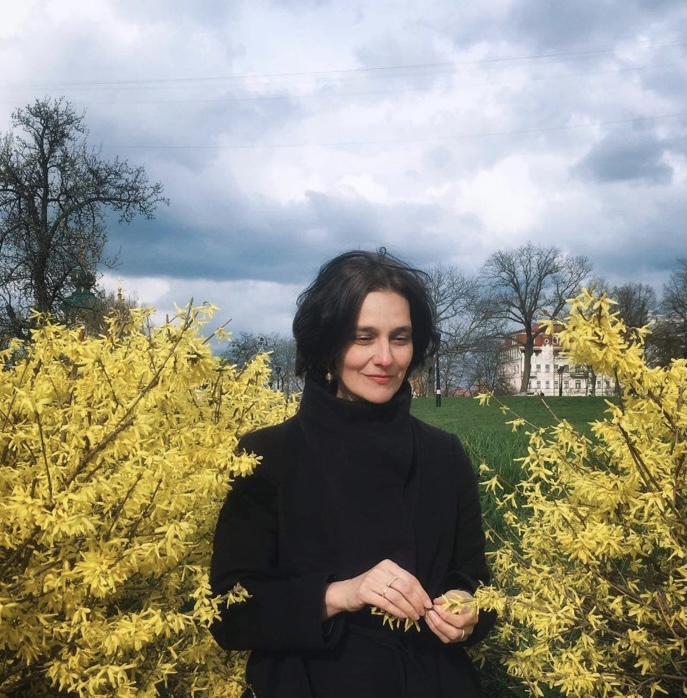
Katja Petrowskaja (2021)

Katja Petrowskaja (ukrainisch Катерина Миронівна Петровська Kateryna Myroniwna Petrowska, russisch Екатерина Мироновна Петровская; geboren 3. Februar 1970 in Kiew, Ukrainische SSR) ist eine ukrainisch-deutsche Schriftstellerin, Literaturwissenschaftlerin und Journalistin, die seit 1999 in Deutschland lebt. Im Jahr 2013 erhielt sie den Ingeborg-Bachmann-Preis.

## Leben
Katja Petrowskaja entstammt einer jüdisch-ukrainischen Familie und wuchs in Kiew auf. Der Romanist und Historiker Yohanan Petrovsky-Shtern ist ein älterer Bruder. Die Familie war in Anpassung an die Staatsdoktrin atheistisch, doch schreibt Petrowskaja: „Wir waren nicht religiös, aber das Wort, die Literatur, ist uns zu einer Art Religion geworden und wir glaubten daran.“ Ihre Eltern diskutierten mit Freunden tabuisierte Gewissensfragen wie den Prager Frühling, den Afghanistankrieg oder das Schicksal politischer Gefangener.
Petrowskaja verließ ihr Elternhaus mit 16 Jahren und studierte Literaturwissenschaft und Slawistik an der Universität Tartu (Estland). 1994/95 ging sie mit einem Stipendium des American Council of Teachers of Russian (ACTR) an die Stanford University und die Columbia University und promovierte 1998 an der Universität Moskau mit einer Arbeit über Die Poetik der Prosa Chodassewitschs. 1999 zog sie nach Berlin, um als Journalistin für verschiedene russische Medien zu berichten, u. a. in der Zeitschrift Snob, daneben veröffentlicht sie auch in deutschsprachigen Zeitungen, u. a. in der Neuen Zürcher Zeitung und der taz. Für die Frankfurter Allgemeine Sonntagszeitung schreibt sie seit 2011 verschiedene Kolumnen. Sie lebt mit ihrem Mann und zwei Kindern in Berlin, Prenzlauer Berg. Ähnlich wie Wladimir Kaminer schreibt Katja Petrowskaja ihre Texte auf Deutsch und nicht in ihrer Muttersprache Ukrainisch oder Russisch. An einem gründlichen Lektorat ihrer Texte sind ihr Mann und ihre Lektorin Sieglinde Geisel beteiligt.
2010 erhielt sie das Grenzgänger-Stipendium der Robert-Bosch-Stiftung für die Recherchen zu ihrem Werk Vielleicht Esther. Geschichten, 2013 das Stipendium des Künstlerhauses Ahrenshoop.
Für den Bildband Die Auserwählten begleitete sie die Fotografin Anita Back ins Kinder- und Jugendferienlager Orljonok und beschreibt in ihrem Essay die Suche nach einem Stück ihrer sowjetischen Kindheit.
2013 nahm sie auf Einladung von Hildegard Elisabeth Keller am Wettbewerb zum Ingeborg-Bachmann-Preis teil und gewann den Hauptpreis mit einem Auszug aus ihrem Werk Vielleicht Esther, der gleichnamigen Erzählung, die eine der Geschichten des Werkes ist. Anhand der Geschichte von Esther, die ihrer Urgroßmutter ähnelt, welche 1941 in Kiew verschleppt und beim Massaker von Babi Jar ermordet wurde, erzählt sie vom Völkermord an den Juden in Kiew durch die Nationalsozialisten. Die Jury merkt dazu an, ihr Text sei die „Aneignung einer Geschichte durch Nachgeborene“ und „ein großartiges Geschenk an die deutsche Sprache“. 2015 erhielt sie den Premio Strega Europeo.
Im Oktober 2015 führte sie am Internationalen Forschungszentrum Kulturwissenschaften in Wien ein Projekt durch unter dem Arbeitstitel „Alles was der Fall ist“ zum Thema Fotos, und wie Betrachter sie sehen.

## Position zum Überfall Russlands auf die Ukraine
Nach dem russischen Überfall auf die Ukraine 2022 vertrat Petrowskaja in Talkshows der ARD wie am 9. März 2022 bei Sandra Maischberger („Petrowskaja und Masala über den Ukraine-Krieg - Hat der Westen eine moralische Verpflichtung militärisch einzugreifen?“) oder am 13. März 2022 in der Talkshow bei Anne Will („Angriff auf die Ukraine – Wie kann Putins Krieg beendet werden?“) die Meinung, dass der Westen eine moralische Pflicht habe, durch die Einrichtung einer Flugverbotszone auf Seiten der Ukraine einzugreifen.

## Werke
- Die Auserwählten. Ein Sommer im Ferienlager von Orlionok. Bildreportage von Anita Back mit einem Essay von Katja Petrowskaja und einem Vorwort von Joachim Jäger. Braus, Berlin 2012, ISBN 978-3-86228-029-2
- Vielleicht Esther. Geschichten. Suhrkamp, Berlin 2014, ISBN 978-3-518-42404-9.[21][22]
- Mitwirkende am Erlebnisbericht Dity vijny : spohady očevydciv z Ukraïny ta Nimeččyny = Kinder des Krieges : biografische Aufzeichnungen aus der Ukraine und Deutschland. Anastasija Vasylivna Hulej und Peter Wetzel (Hrsg.), Katja Petrowskaja (Mitwirkende), Jurko Prochasʹko (Übersetzer). Kiew: Vydavnyctvo "Feniks" [2018], 351 Seiten, Illustrationen. ISBN 978-966-136-556-7.
- Tausendundein Buch. In: Katharina Raabe, Frank Wegner (Hrsg.): Warum Lesen? Mindestens 24 Gründe. Suhrkamp, Berlin 2020, ISBN 978-3-518-07399-5, S. 15–30 (Anthologie).
- Das Foto schaute mich an. Kolumnen. Suhrkamp, Berlin 2022, ISBN 978-3-518-22535-6.[23]
- Als wäre es vorbei. Texte aus dem Krieg. Suhrkamp, Berlin 2025, ISBN 978-3-518-43234-1.

## Auszeichnungen
- 2013: Ingeborg-Bachmann-Preis
- 2014: Aspekte-Literaturpreis[24]
- 2015: Ernst-Toller-Preis
- 2015: Schubart-Literaturpreis
- 2015: Premio Strega Europeo
- 2022: Menschenrechtspreis der Gerhart und Renate Baum-Stiftung[25]
- 2023: Gustav-Regler-Preis[26]
- 2024: Horst Bingel-Preis für Literatur[27]